# Saint-Germain-Source-Seine
Saint-Germain-Source-Seine foi uma antiga comuna francesa na região administrativa da Borgonha-Franco-Condado, no departamento de Côte-d'Or. Estendia-se por uma área de 8,75 km². 
Em 1 de janeiro de 2009, passou a fazer parte da nova comuna de Source-Seine.